# Gerrit Koele
Gerrit Koele (Oldebroek, 1967) is een Nederlands organist, pianist en componist.

## Studie
Koele volgde op elfjarige leeftijd zijn eerste orgellessen bij Geurt Souman en daarna bij Jurriën Plender. Hierna ging hij naar het conservatorium in Zwolle waar hij Docerend Musicus Orgel en Kerkelijk Orgelspel studeerde. Hij kreeg hier les van Harm Jansen. In 1990 rondde hij zijn studie af.

## Loopbaan
Koele is werkzaam met het componeren van koor- en orgelmuziek. Daarnaast heeft hij als muziekgraveur veel muziekwerken uitgegeven. Als organist is hij werkzaam in de Pauluskerk, de Vredeskerk, Kruiskerk, en de Dorpskerk in Wezep en de Lambertuskerk, de Rehobothkerk en de Goede Herderkerk in Oldebroek. Hij is tevens ook actief als muziekdocent en heeft een eigen praktijk waar hij piano-, orgel en keyboardlessen geeft.

## Bladmuziek

### Pianowerken
- Twee Psalmen voor piano
- Gedachten bij Golgotha
- Vreugde alom!
- Een lied voor de Koning
- Drie Psalmen voor piano
- Eenvoudige Psalmimpressies
- Psalmen en geestelijke liederen met akkoorden
- Loof Hem met snarenspel
- Zie het kruis
- Liefde, wondergroot
- Psalmen voor piano
- Psalmboek voor orgel, piano, keyboard of gitaar
- De Lofzangen voor piano
- De Heer is waarlijk opgestaan!
- Toekomst - liederen voor piano
- Kom, Heil'ge Geest
- Op weg naar Bethlehem

### Orgelwerken
- Kerstfantasie voor orgel
- Mijn Verlosser hangt aan ’t kruis
- Heer, ik hoor van rijke zegen
- Psalm 21
- Psalm 68
- Eeuwen geleden
- U zij de glorie
- Daar juicht een toon
- Hoor, de eng’len zingen d’eer
- Wat God doet, dat is welgedaan
- Neem mijn leven, laat het Heer
- Als ik het won’dre kruis aanschouw
- ’k Wil U o God mijn dank betalen

### Koorwerken
- Hij is koning en Heer (Psalm 84)
- Jesus is the saviour
- U bent er telkens weer
- Alleen door Hem
- Away in a manger
- Blijvend geloof
- Castle in the sky
- Een nieuwe start
- Give me words
- Go, tell it on the mountains
- God is zo goed
- God van hemel en aard
- Hemel en aarde, wees blij
- Hoger dan de bergen
- Ik geloof in God, de Vader
- Ik volg Hem alleen
- Ik wil U loven, Heer (psalm 71)
- In vertrouwen op Hem
- Jesus is the Life
- Jezus liefde
- Laat het anders zijn
- Laat nooit los
- Levenslied
- Nooit te laat
- Schuilen bij God
- This little light of mine
- Uw goedheid en trouw
- Vol van U
- Voor altijd Uw kind
- Vrucht van de Geest
- Wees niet bang
- Zeg het voort
- Zoals je bent